# Union (Nebraska)
Union é uma vila localizada no estado americano de Nebraska, no Condado de Cass.

## Demografia
Segundo o censo americano de 2000, a sua população era de 260 habitantes.
Em 2006, foi estimada uma população de 264, um aumento de 4 (1.5%).

## Geografia
De acordo com o United States Census Bureau, a localidade tem uma área de 0,5 km², sem área coberta por água.

## Localidades na vizinhança
O diagrama seguinte representa as localidades num raio de 20 km ao redor de Union.